# Институт К. Г. Юнга
Институт К. Г. Юнга — учебно-научное заведение в Цюрихе (Швейцария) (в пригороде Кюснахта), основанное в 1948 году швейцарским психиатром и психологом Карлом Густавом Юнгом, основателем аналитической психологии.
Институт был основан для обучения специалистов и проведения исследований в области аналитической психологии и психотерапии. К. Г. Юнг руководил институтом до своей смерти в 1961 году.
Библиотека института насчитывает около 15000 книг и периодических изданий, относящихся к юнгианской психологии.
В нескольких странах мира существуют организации, выполняющие те же функции в национальном масштабе (исследования, обучение и сертификация специалистов), например, в следующих городах и странах:
США:
- Нью-Йорк[2]
- Лос-Анджелес[3]
- Чикаго[4]
- Сан-Франциско[5]

Германия:
- Берлин[6]
- Мюнхен[7]
- Штутгарт[8]